# 数学基礎論
数学基礎論（すうがくきそろん、英: foundations of mathematics, mathematical logic and foundations of mathematics）は、現在の日本では、もっぱら数理論理学（mathematical logic）を指す言葉として使われる。

## 概要

### 数学書での解説
- 新井敏康『数学基礎論 Mathematical Logic』（増補版）：「基礎的な概念に十分に満足のいく数学的定義を与え, 現在も発展している数学の一分野である」[6]

### 数学辞典での解説
- 『岩波　数学入門辞典』：数理論理学や超数学（metamathematics[5]、メタ数学）とほぼ同義であり、「論理を扱う数学の一分野」[7][注 2]。
- 『岩波　数学辞典』：「数学基礎論 … mathematical logic and foundations of mathematics … 数学基礎論はこの〔数学的理論の〕形式化の構文論的側面と意味論的側面の双方からの視点を意識した研究の行われる分野である． … 近年はより適切に数理論理学と呼ばれることも多くなった」[9][注 3]．

### 百科事典での解説
- 『Encyclopedia Britannica（ブリタニカ百科事典）』：「要約 … 数学基礎論とは、数学理論の本質および数学手法の範囲に対する科学的探究。数学基礎論は、論理的および哲学的な数学基礎に対する探究としてのユークリッド『原論』と共に始まった──突き詰めると、（ユークリッド幾何学であれ微積分学であれ）あらゆる体系の公理がその完全性と一貫性を保証できるかどうかである」[11][注 4]。

### 歴史
かつてはヒルベルトとベルナイスの『数学の基礎』に基づき、ヒルベルト・プログラムによって数学の諸体系の無矛盾性証明を行う超数学 (metamathematics) としての証明論を指す言葉であった。